# Haementeria
Genre
Hæmenteria est un genre de sangsues d'eau douce à trompe de la famille des Glossiphoniidae.

## Répartition
Ces sangsues se rencontrent en Europe et en Amérique.

## Liste des espèces
Selon GBIF (4 avril 2024) :
- Haementeria acuecueyetzin
- Haementeria depressa
- Haementeria ghilianii Filippi, 1849
- Haementeria gracilis
- Haementeria lopezi
- Haementeria molesta
- Haementeria moorei Autrum, 1936
- Haementeria officinalis de Filippi, 1849
- Haementeria paraguayensis
- Haementeria tuberculifera (Grube, 1871)

## Classification
Le nom valide complet (avec auteur) de ce taxon est Haementeria de Filippi, 1849.

## Publication originale
- (it) Filippo De Filippi, « Sopra un nuovo genere (Haementeria) di anellidi della famiglia delle sanguisughe », Memorie della Reale Accademia delle Scienze di Torino, 2e série, vol. 2,‎ 1849, p. 391–402 (lire en ligne)